# Подводница клас Сан-О
Сан-О (от корейски: Акула) е клас малки подводници, разработени в Северна Корея. Създадени са чрез обратна разработка на югославския клас „Херой“. Сан-О имат максимална водоизместимост от около 300 тона и максимална скорост от близо 9 възела под вода. Производството им стартира през 1995 и по сведения от 2006 все още продължава. Снабдени са с 4 радара и два сонара, и се използват главно за разузнаване в южнокорейски териториални води. Поради малкия си размер Сан-О са трудни за засичане, и имат възможност да пренасят водолази за саботаж на чужди кораби и военни бази или шпионаж. На 18 септември 1996 една подводница е пленена от Южна Корея.